# Phreatoasellus akyioshiensis
Phreatoasellus akyioshiensis is een pissebed uit de familie Asellidae. De wetenschappelijke naam van de soort is voor het eerst geldig gepubliceerd in 1927 door Ueno.